# Piranga erythrocephala
Piranga erythrocephala là một loài chim trong họ Cardinalidae.
Đây là loài đặc hữu Mexico. Loài chim này có thân dài khoảng 15 cm (5,9 in), chim trống có bộ lông chủ yếu màu ô liu-vàng với lông đầu và lông họng đỏ, chim mái có chỏm lông trước chỏm đầu màu hơi vàng. Có 2 phân loài được công nhận.
Loài này kiếm ăn theo cặp hoặc nhóm nhỏ và ăn côn trùng và trái cây nhỏ như quả mọng. Chúng ưa thích tầng cây trung bình hoặc cao hơn và có xu hướng ở trong tán lá mặc dù đôi khi nó sẽ kiếm ăn ở đầu cành.